# Iglesia de San José Esponsal de Międzygórze
La iglesia de San José Epsonsal de Międzygórze: es una iglesia parroquial romano-católica de madera bajo la advocación de San José Esponsal, construida en los años 1740-1742, situada en Międzygórze.
Es una de las cuatro iglesias de madera que se han conservado en el territorio de Kłodzko. Las otras se encuentran en Kamieńczyk, Nowa Bystrzyca y Zalesie. Hasta el año 2000 era la única iglesia de madera de los Montes Sudetes con tejado de pizarra.

## Historia
La iglesia de madera de Międzygórze fue construida en el centro del pueblo entre 1740 y 1742 con la función de iglesia cementerial. La edificaron los constructores locales Friedrich Knietig, de Wilkanów, y Heinrich Ludwig, de Pławnica, utilizando los modelos de las construcciones sagradas de mampostería de la región de Kłodzko. En los años 1790-1792 se renovó la aguja del transepto, y en la segunda mitad del siglo XIX se reconstruyó el armazón del presbiterio y se realizó la actual decoración interior de la iglesia. En 1924, el carpintero Ignatz Herfort recompuso probablemente el armazón de la nave y construyó un nuevo tejado, que fue cubierto con pizarra. Las pizarras utilizadas, con una superficie de aproximadamente 1 m², procedían de la única cantera de grauvaca de los Montes Sudety, cerca de Jarnołtówek. En 2001 se retiró la pizarra del tejado y de la aguja del transepto y se pusieronc tejuelas. En 2013 se reparó la fachada exterior.

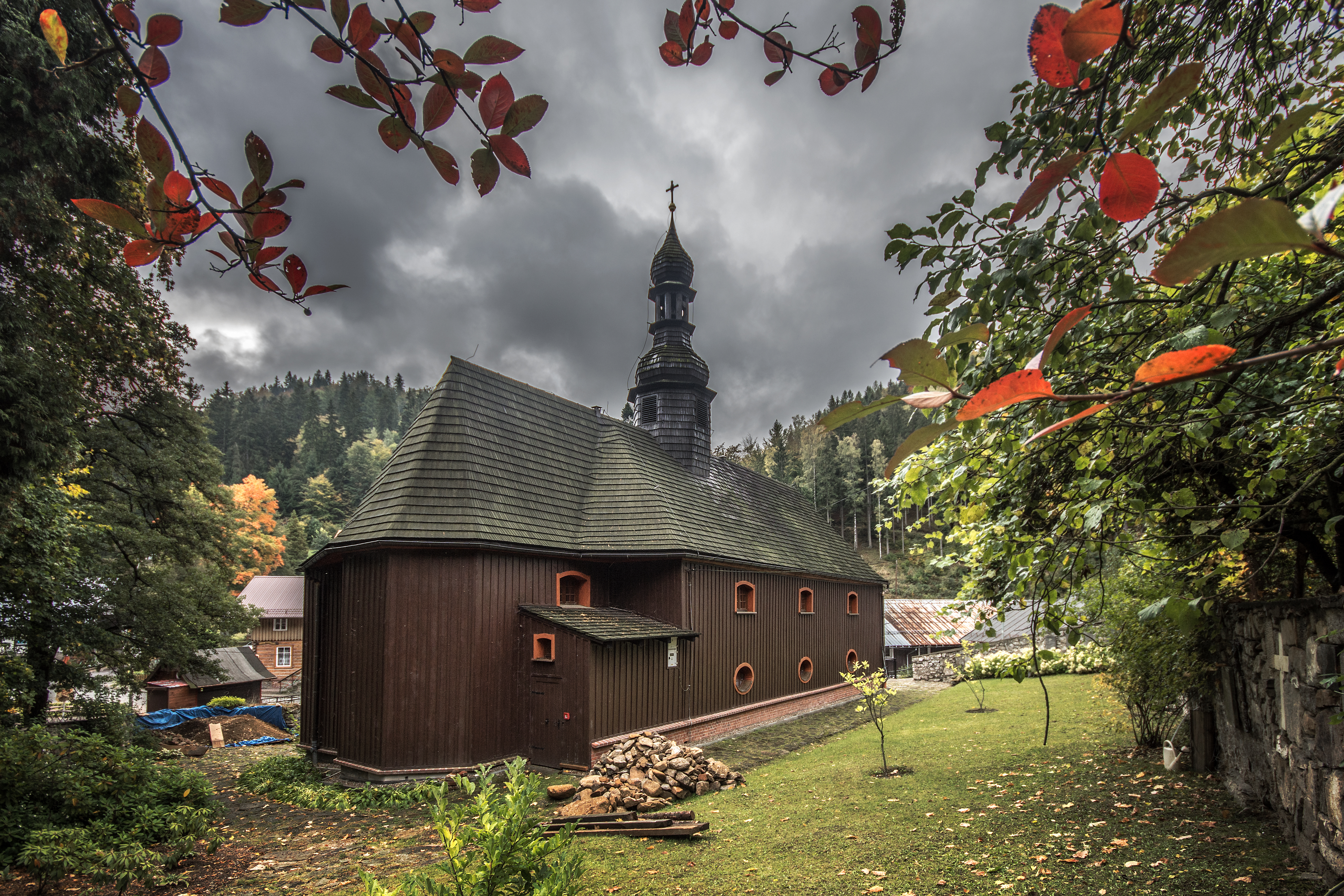
Alzado trasero
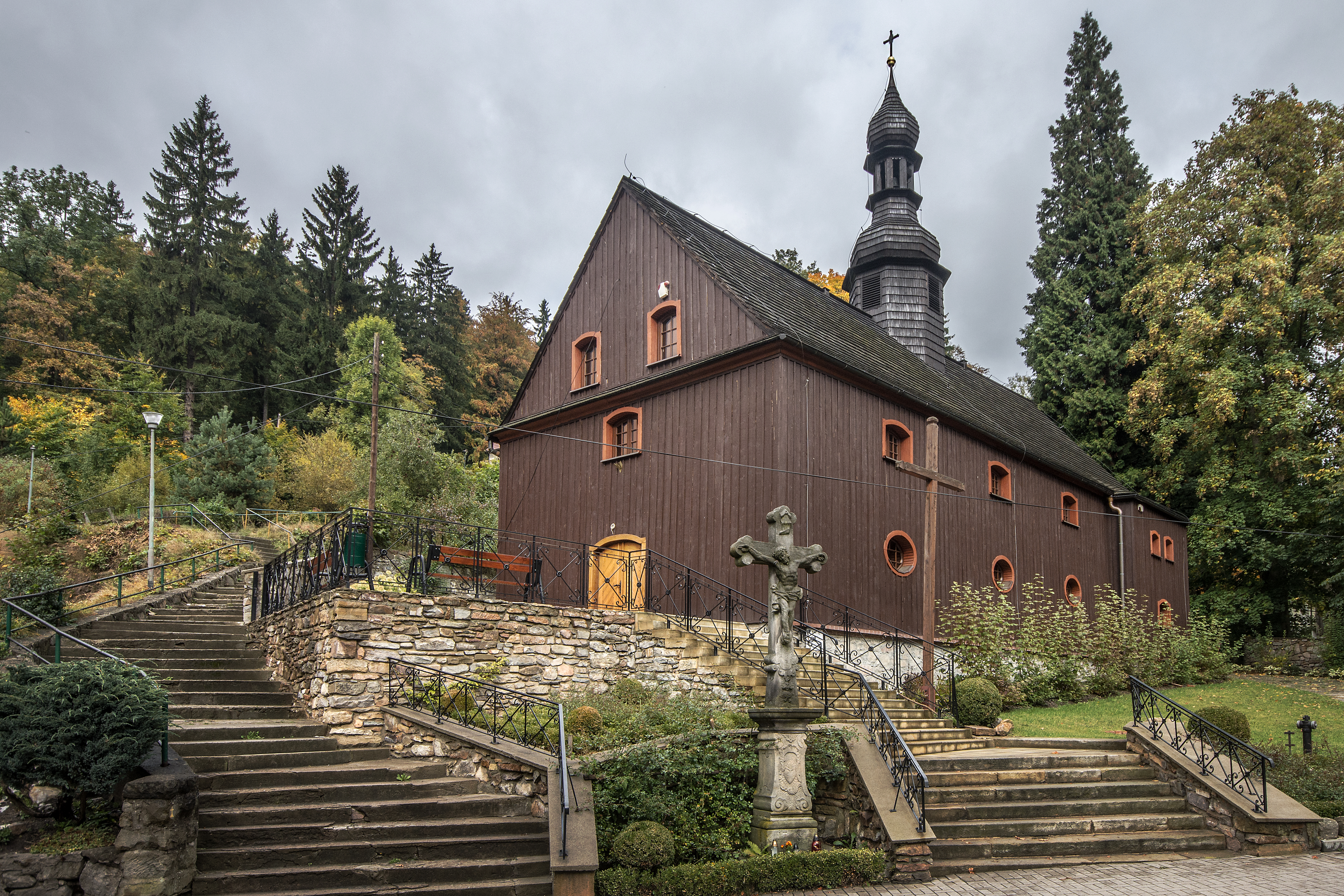
Alzado sur
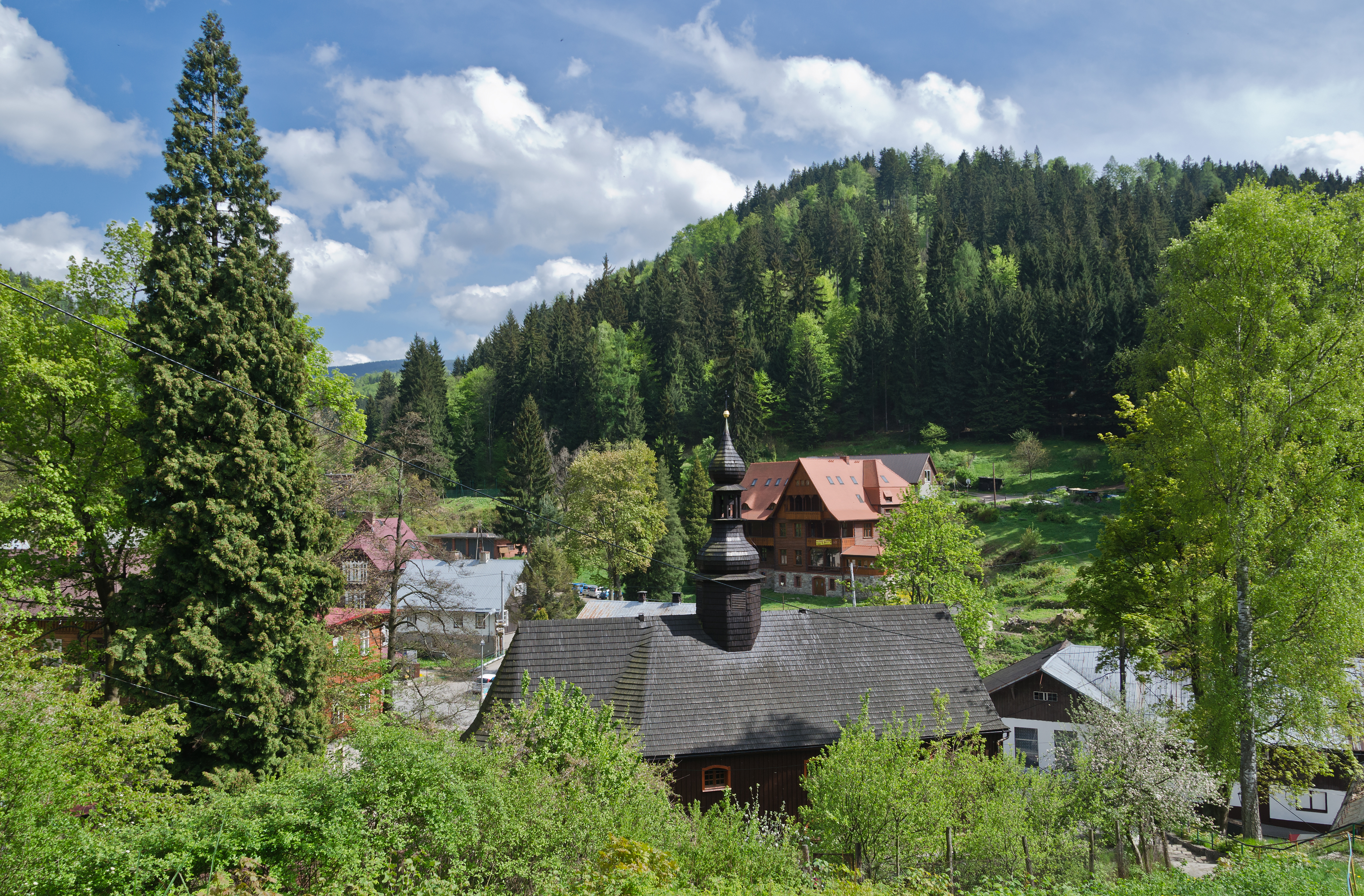
Vista general

## Arquitectura y equipamiento
Un edificio con estructura de madera, no orientado. Es una iglesia de una sola nave y sin torre, con un presbiterio más estrecho y cerrado de forma triangular y una sacristía lateral. En la entrada hay un porche. La iglesia está cubierta con tejas de una sola vertiente con una pequeña campana octogonal de construcción de madera, cubierta con pabellón en forma de cebolla con una linterna y una cruz. Los muros entablados verticalmente tienen hileras de ventanas.
En el interior, sobre la nave, un techo de vigas con tirantes superiores, con vigas achaflanadas en las esquinas y con una disposición decorativa de inserciones en espiga, encaladas, decoradas con tracería geométrica dorada. El presbiterio se cubre con casetones, rosetones en bajorrelieve y con decoración pintada sobre fondo azul. El coro y los matroneos laterales están conectados por una balaustrada dividida en cuartos, también rellenados de bajorrelieves.
El equipamiento más importante: la escultura de la Sagrada Familia en el crucero de Michael Ignacius Klahr; el altar mayor de la década de 1740 con la imagen de San José y el pequeño Jesús en el retablo en forma de ramo de hojas realizado por Hieronim Richter; el altar lateral de la Virgen María con el Niño con una mensa barroca de la segunda mitad del siglo XIX.; un púlpito de madera con pinturas de los Evangelistas y un baldaquín barroco coronado por tablillas con los Diez Mandamientos de 1908; órganos y una pila bautismal de la segunda mitad del siglo XIX de estilo historicista; un Vía Crucis fundado en el siglo XVIII como votum para rogar por la lluvia que no cayó durante tres meses; y numerosas esculturas y pinturas desde el siglo XVIII hasta principios del siglo XX.

## Alrededores
Lápidas en el muro que rodea la iglesia. Delante de la iglesia hay una estatua barroca de piedra de la Crucifixión de 1781.

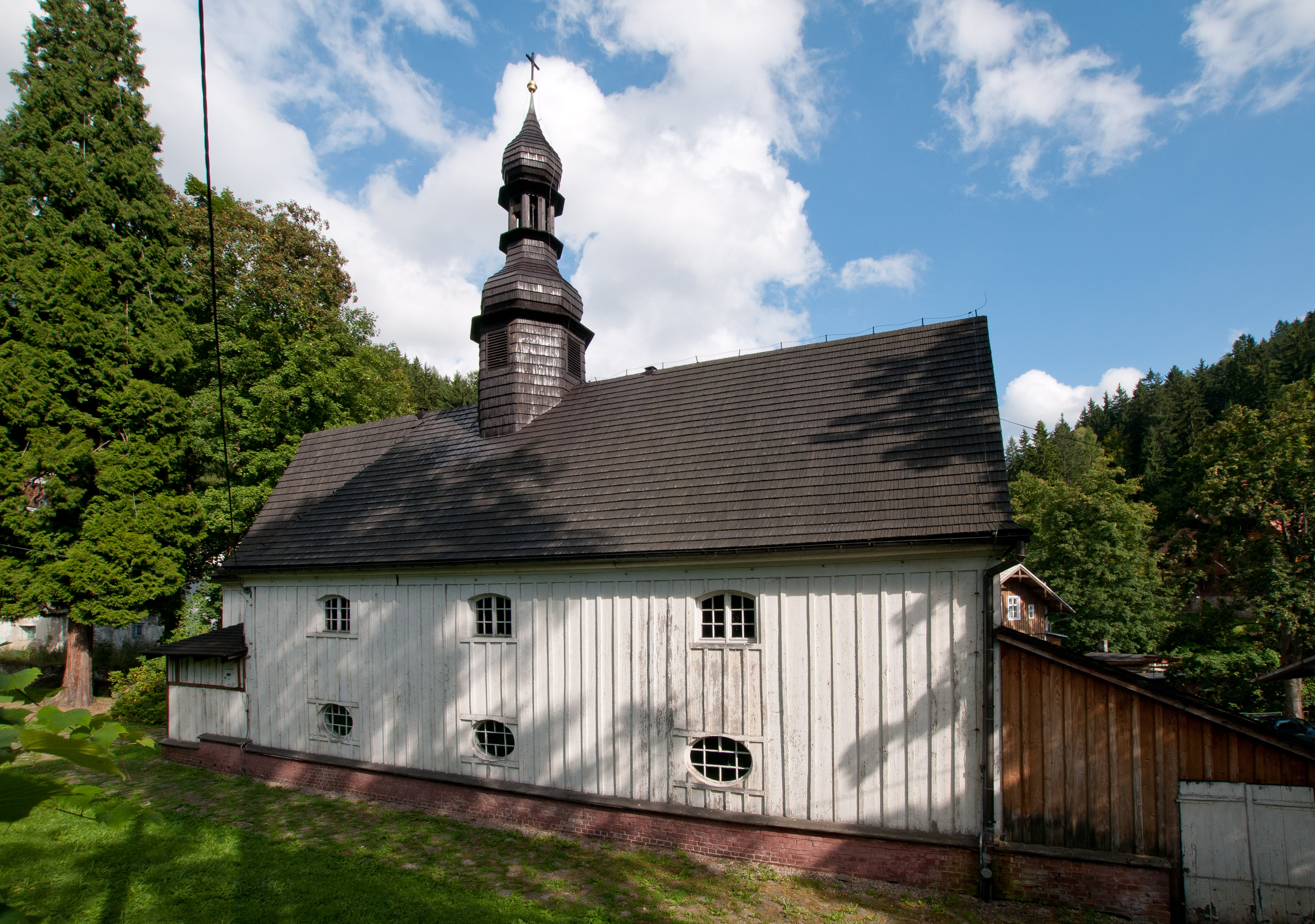
Alzado norte, antes de la renovación en 2013
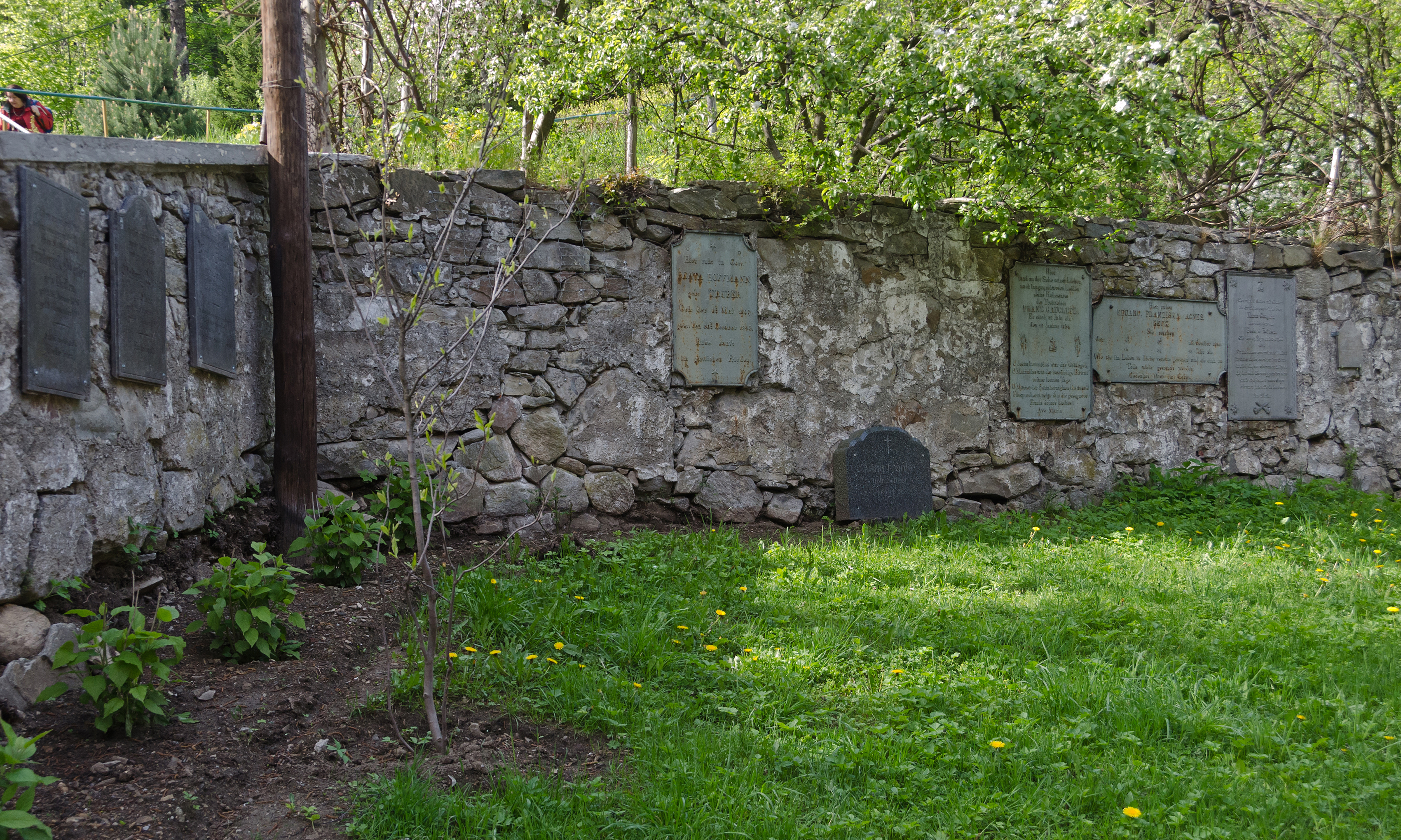
Alrededores: lápidas en la valla
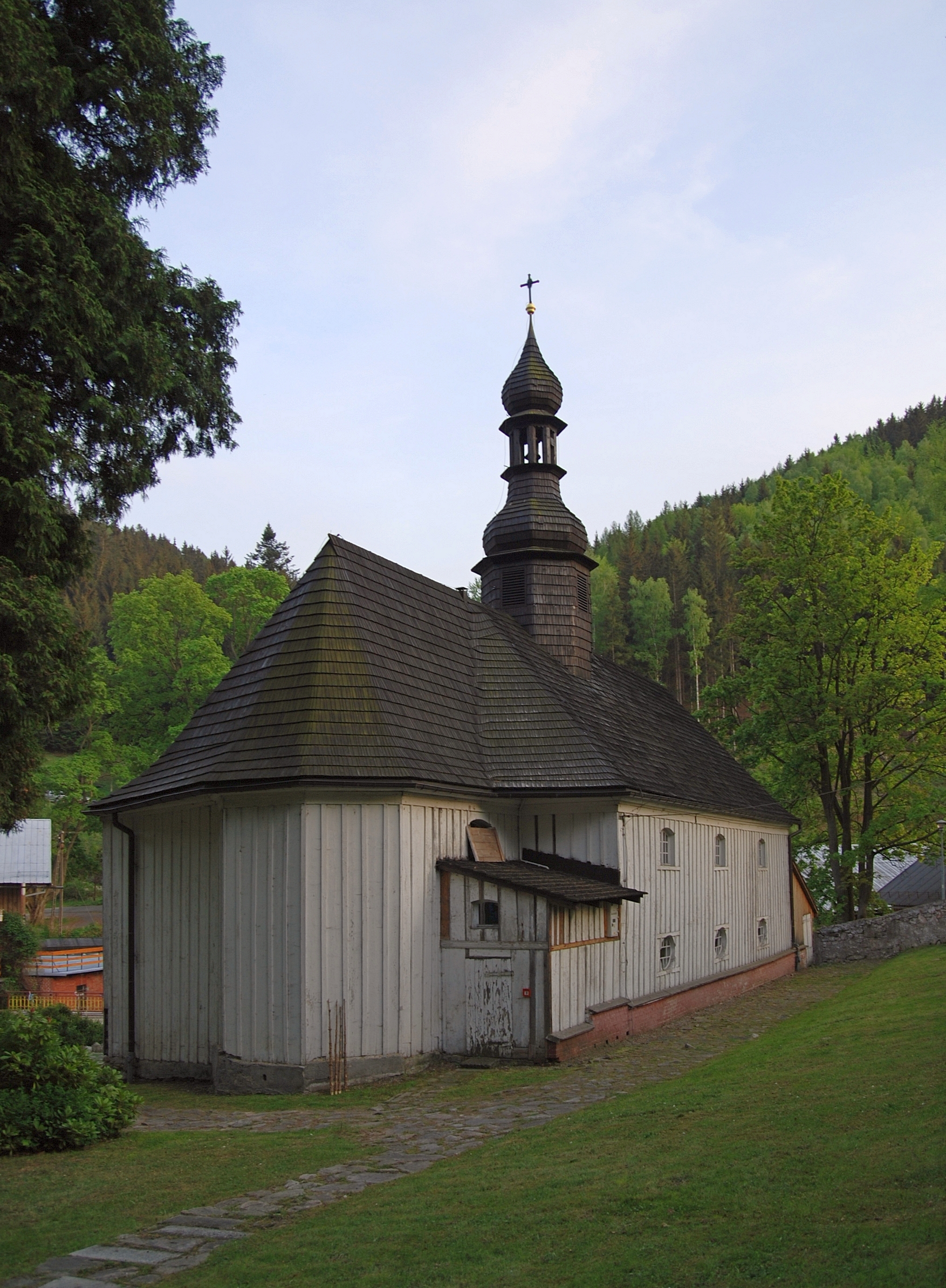
Alzado trasero antes de la renovación en 2013